# 1748 Мойдерлі
1748 Мойдерлі (1748 Mauderli) — астероїд головного поясу, відкритий 7 вересня 1966 року.
Тіссеранів параметр щодо Юпітера — 3,014.